# Aguarunichthys inpai
Aguarunichthys inpai är en fiskart som beskrevs av Zuanon, Rapp Py-daniel och Jégu, 1993. Aguarunichthys inpai ingår i släktet Aguarunichthys och familjen Pimelodidae. Inga underarter finns listade i Catalogue of Life.